# 野蛮 (语言学)
野蛮是人們對他人使用不标准的词、句子以及发音不標準以及沒有正確用對詞彙形态時的稱呼。 當歷史上古希腊语或拉丁语受到其他语言影響時，這一概念開始出現。 